# Jolagreen23
Jolagreen23, nom de scène de Jorghen Monteiro-Mbombo, est un rappeur français, né le 23 mars 2001 à Bois-Colombes dans les Hauts-de-Seine. Ses pays d'origine sont l'Angola et le Congo.

## Biographie

### Vie privée
Jorghen Monteiro-Mbombo naît le 23 mars 2001 à Bois-Colombes dans les Hauts-de-Seine,. Il passe toute sa vie à Bois-Colombes, hormis un an passé en Angleterre dans son enfance, la moitié de sa famille vivant à Londres,. Il est originaire d'Angola et du Congo.
Dans son enfance, il écoute par exemple Green Day (notamment la chanson Know Your Enemy) et Booba, mais aussi de la musique congolaise avec Fally Ipupa et Koffi Olomidé, ou encore les louanges et chansons d'église le dimanche.
Alors qu'il est en BTS Commerce international, en alternance, et qu'il travaille comme manager chez Pret A Manger, il arrête tout pour la musique suite à sa signature avec le label Blue Sky en janvier 2023. On lui offre un studio dans lequel il peut aller quotidiennement et de l'argent, un choix doit être fait.
A côté de la musique, Jolagreen23 est également mannequin et sous contrat avec plusieurs marques. Depuis mars 2025, il est sous contrat chez IMG Models, considérée comme l'une des agences de mannequinat les plus prestigieuses au monde. En collaboration avec Nike et Foot Locker, il dévoile une édition spéciale de l'Air Max TN "Shark" en novembre 2024 . En mai 2025, il apparaît sur une série de publicités de la marque Weekday, appartenant à H&M.

### Nom de scène
Le nom de scène Jolagreen23 combine différents éléments,, :
- « Jo » est dérivé de son prénom Jorghen, d'origine nordique ;
- « Lagreen » vient de son surnom dans son quartier, La Green, qui se réfère au vert, sa couleur préférée, la couleur de la chance ;
- « 23 » provient de son jour de naissance et du numéro de maillot iconique de Michael Jordan, son joueur préféré de son sport favori, le basket-ball.

### Carrière

#### Débuts (2021-2022)
Jolagreen23 se lance dans la musique pendant le confinement causé par la pandémie de Covid-19. Avant cette période, il allait en cours et faisait du basket-ball, mais absolument pas de musique.
Confiné dans une maison invendue prêtée par le père agent immobilier d'un ami, il décide finalement, début 2021, avec d'autres jeunes, d'y créer un studio homemade : cotisent, achètent du matériel de qualité, et lancent la machine. Jorghen joue, lit, s’informe, écoute et, surtout, il enregistre, compulsivement, tel un boulimique. Il explique : « H’étais un énorme consommateur de musique. Je ressentais de moins en moins de choses avec la musique française, je trouve qu’il n’y avait plus de propositions innovantes » ; alors il s'en est chargé.
Il se met ensuite sérieusement à la musique et partage ses premiers morceaux, comme Mikasa et Making Of. L'année suivante, Jolagreen23 continue avec d'autres singles : 3945, 23zero, Gobi, Comme Norman...
La première fois que le grand public entend parler de Jolagreen23, c'est lorsqu'il est invité par Kerchak - lui aussi originaire de Bois-Colombes - sur Planète Rap en novembre 2022.

#### 23,888823etRecherche&Destruction(2023)
En janvier 2023, il signe sur le label Blue Sky.
Le 23 mars 2023, jour de ses 22 ans, Jolagreen23 dévoile son premier projet. Il s'agit d'un EP de six titres, sobrement intitulé 23. Pendant l'été, le 30 août 2023, il partage 888823, un second EP de six titres, en commun avec Kosei, qui s'est chargé de la production. Ces deux projets le révèlent au public.
Le premier album de Jolagreen23 sort le 15 décembre 2023. Il s'intitule Recherche&Destruction et propose des collaborations avec Wallace Cleaver et le rappeur américain Benny The Butcher. Son nom reprend sa devise. A ce propos, il explique aux Inrockuptibles : « Au studio, ça se fait en deux temps. D’abord, la recherche, les sonorités musicales, ce que tu vas dire. Ensuite, l’étape quand tu rentres en cabine. C’est là que la destruction entre en marche ».
Pendant l'année, il apparait sur les compilations de Raplume et du Règlement. Il est en outre considéré comme le principal rookie qui a secoué le rap français pendant l'année 2023. En décembre, il donne sa première interview chez Clique TV de Canal+.

#### +99XP(2024)
L'année 2024 est considérée comme déterminante dans la jeune carrière de Jolagreen23. Il est notamment invité sur les projets de Zed, B.B. Jacques, Dinos, et se fait surtout remarquer sur la mixtape BDLM Vol.1 de Tiakola.
Après six mois relativement calmes, Jolagreen23 revient fin juin 2024 avec le single 4Bulldog, puis est invité par le studio Colors pour y enregistrer le morceau 360TrickShot, considéré comme le tournant qui le fait changer de rang. Il explique par après que cela « a été un moment fort dans ma carrière. L’accueil a été incroyable : énormément de gens ont découvert ma musique grâce à cette performance. Ça m’a vraiment donné un coup de boost, autant pour ma confiance que pour ma visibilité. Depuis, à chaque fois que je monte sur scène, je me sens poussé à retrouver cette même énergie et cette précision-là ».
Le 8 novembre 2024, Jolagreen23 partage son deuxième album : +99XP. Pour l'occasion, il invite Green Montana, Adèle Castillon et Lesram. A cette occasion, il crée un jeu vidéo permettant de remporter de l'XP et de gagner des places pour ses concerts à La Cigale.

#### GOTY Edition(2025)
En 2025, Jolagreen23 fait partie des douze artistes ou personnalités de la culture à suivre en 2025, sélectionnés par Le Monde.
Les 8 et 9 janvier 2025, il remplit à deux reprises La Cigale. Pour améliorer son jeu de scène, il passe une semaine à Saint-Ouen-sur-Seine en décembre 2024, dans une salle de répétition, avec un coach scénique et une professeure de chant.
Le 23 mars 2025, jour de ses 24 ans, Jolagreen23 dévoile GOTY Edition, un projet de six titres. La pochette du projet reprend des photographies de l'artiste, le visage tuméfié en juin 2020, suite à une bavure policière,. Il annonce la sortie du projet dans une vidéo tournée sur une PlayStation. Le projet se veut évolutif, dans le temps, à l'écoute de son public. C'est ainsi qu'il ajoute deux morceaux un mois plus tard, tel un DLC dans un jeu vidéo. Mi-juillet, le projet reçoit sept morceaux supplémentaires.

## Style et influences
Jolagreen23 est maître d'un rap saccadé, fait de cuts, mais également augmenté par la machine, comme PNL ou Laylow. Il est d'abord affilié à la warfare, micro-genre musical initié par Femtogo et Amne. Selon Les Inrocks, c'est « une niche du rap français obsédée par l’idée d’un son froid et guerrier – comme celui tout-technologique de l’armement de pointe ». D'autres le placent plutôt dans la jersey drill.
Dans sa musique, ses visuels, sa communication et même sur scène, Jolagreen23 fait des références quasi systématiques à l'univers des jeux vidéos, qui ont bercé son enfance et sa jeunesse. Par exemple, son deuxième album s'appelle +99XP, en référence à aux points de XP, et a notamment été disponible en version jeu pour PS4, alors que la mixtape suivante, GOTY Edition, reprend le sigle de Game of the Year, et il complète ce projet avec de nouveaux morceaux, comme une extension, un DLC.
Les mangas, Naruto, Shonen, Dragon Ball Z et autres One Piece font également partie intégrante de ses références.

## Discographie

### Albums studio
- 2023 : Recherche&Destruction
- 2024 : +99XP

### Mixtapes
- 2025 : GOTY Edition

### EP's
- 2023 : 23
- 2023 : 888823 (en commun avec Kosei)

### Singles
- 2022 : 3945
- 2022 : 23zero
- 2022 : Rondo9
- 2022 : Gobi
- 2022 : Comme Norman
- 2022 : 1001FT
- 2023 : Bilbao
- 2023 : PGN
- 2023 : Sikorsky
- 2023 : 727Boeing
- 2023 : Defcon
- 2023 : W.A.R avec Kosei (feat. Brodinski)
- 2023 : Gangtaka
- 2023 : Jour J (feat. Wallace Cleaver)
- 2023 : OKC (feat. Benny The Butcher)
- 2024 : 4Bulldog
- 2024 : 360TrickShot – A Colors Show
- 2024 : Hellcat ou Camaro
- 2024 : 1.2.3 (2023Version) (feat. Adèle Castillon)
- 2024 : Longlife Nicky Larson (feat. Green Montana)
- 2024 : Plus le même (feat. Lesram)

### Apparitions
- 2022 : 433 de 410
- 2022 : Nicky Larson de 410
- 2022 : Wisconsin de 410
- 2022 : La Green de RD92
- 2023 : 30Glorieuses, de Label Blue Sky, avec SHK
- 2023 : Madmax1, de Raplume
- 2023 : Next Zo France – S2-E16 de Mixtape Madness
- 2023 : GIGN de Mitch
- 2023 : TG Milliab de Skefre
- 2023 : Camp Nou || 808Club de Shaz et Alex Grox
- 2023 : Steph & Draymond de Raplume, avec Malo
- 2023 : Cry de Kabbsky
- 2023 : Mazenko de Kabbsky
- 2023 : AM de Mitchell, avec 410
- 2023 : Creeper de Le Règlement
- 2023 : Low de M Dutcha
- 2024 : Silver Lake de Booska-P
- 2024 : The Curb Europe de DC et Blanco, avec Chivv
- 2024 : 888233!! de 8ruki
- 2024 : 23+10!! de 8ruki
- 2024 : Bois-Colombes de Raplume, avec Kerchak, Mitch, Kabbsky, Buu et Ydasevic
- 2024 : Zushi Remix de Skuna et 63OG, avec thaHomey, Sherifflazone et 8ruki
- 2024 : 9430 de 410
- 2024 : 23400 de 410
- 2024 : Les Beaux-Arts de 410
- 2024 : Fast Life & Famille de Tiakola, avec .H.K
- 2024 : Okok! de Kabbsky
- 2024 : Malcom X de Zed, avec Josman
- 2024 : One Two Three de Kabbsky
- 2024 : D Block Afrique de Dinos, avec La Mano 1.9
- 2024 : Extramiles de B.B. Jacques
- 2025 : Camion de glace de Ziak
- 2025 : Nadir Hifi de Tarik Azzouz
- 2025 : LV de 410, avec Mitch et Diska
- 2025 : Nouvelle R – Green Remix de Guy2Bezbar, avec Green Montana
- 2025 : dis-leur de 63KLUF
- 2025 : Le Vigile de Skuna
- 2025 : La Nuit de Skuna, avec 63KLUF
- 2025 : London – Pays-Bas de Skuna, avec 63OG
- 2025 : Bendo Toute La Nuit de So La Lune
- 2025 : Fendi de Kabbsky, 63OG et 63KLUF
- 2025 : Player de Yaya D
- 2025 : Tojifushiguro de Theodorepourdevrai
- 2025 : Gangshit de Oldpee